# Chiesa della Beata Vergine Maria Immacolata e San Fedele
La chiesa della Beata Vergine Maria Immacolata e San Fedele conosciuta unicamente come chiesa di San Fedele è la parrocchiale di Calusco d'Adda, in provincia e diocesi di Bergamo; fa parte del vicariato di Capriate-Chignolo-Terno.

## Storia
Un'antica chiesa dedicata a san Fedele era presente sul territorio di Calusco nel primo millennio, per tradizione si narra che la chiesa fu edificata dove il santo piantò la sua prima croce. Un documento del 1093 cita sul territorio di Calusco la presenza di quattro chiese, e nel 1125 viene indicata quella di San Fedele. L'edificio fu oggetto di molte modifiche durante i successivi secoli con la consacrazione nel 1510 e l'elevazione a parrocchiale dal vescovo di Capodistria Bartolomeo da Sonica.
L'8 dicembre 1625, dopo ulteriori lavori di restauro, il vescovo Federico Corner consacrò nuovamente la chiesa intitolandola a san Fedele, la cui festa patronale cade il 28 ottobre.
La chiesa era però troppo piccola per i fedeli che erano in numero sempre crescente, e necessitava di continui lavori di restauro, si decise quindi di edificare una nuova chiesa. L'antico edificio fu così abbandonato.
La prima pietra per il nuovo luogo di culto fu benedetta dal vescovo Pietro Luigi Speranza il 24 luglio 1854 imponendone la doppia intitolazione al dogma dell'Immacolata Concezione di Maria e san Fedele. 
La chiesa fu consacrata dal vescovo di Como Pietro Carsana, che era stato parroco a Calusco, il 7 dicembre 1886. Nel 1891 Luigi Galizzi affrescò l'interno stuccato dai fratelli Rigamonti di Bergamo. L'altare maggiore fu realizzato con le pietre donate da papa Leone XIII dalla ditta Pesenti, mentre le grandi finestre furono decorate da Claudio Nani.
Con decreto del 27 maggio 1979 del vescovo Giulio Oggioni la chiesa fu inserita nel vicariato locale di Capriate-Chignolo-Terno.
L'antica chiesa che per anni era stata lasciata in abbandono, fu poi restaurata. Sono visibili gli affreschi di Antonio Cifrondi e di altri artisti.

## Descrizione

### Esterno
L'edificio di culto presenta la facciata anticipata da un alto pronao diviso da colonne con capitelli d'ordine corinzio e due pilastri completi di alta zoccolatura tripartita, di grandi misure. Le colonne e i pilastri sono aperti ad arco con maggior ampiezza in quello centrale.
Queste sorreggono la trabeazione completa di cornicione, 

La facciata posta oltre il pronao termina con il timpano triangolare. Nella parte inferiore vi è il portale completo di contorno in pietra sagomata e due ingressi di misure inferiori completi di paraste e architrave sagomati in pietra.

### Interno
L'aula a croce latina, divisa da colonne che si reggono su alte zoccolature, e sono complete di capitelli corinzi, in tre campate. Il fonte battesimale è posto nella seconda campata a sinistra. Nel transetto sinistro vi sono gli altari dedicati alla Madonna e due cappelle minori intitolate ai santi Luigi Gonzaga e al Sacro Cuore di Gesù, nel transetto destro vi è l'altare di san Giuseppe con gli altari laterali della Madonna del santo Rosario e la Madonna addolorata.
La zona presbiteriale a pianta rettangolare è accessibile da cinque gradini e dalla balaustra, e si conclude con l'abside con volta a catino.